# 弁護士・丸山和也の正義のミカタ!
弁護士・丸山和也の正義のミカタ!（べんごし・まるやまかずやのせいぎのみかた）は、TBSラジオをキーステーションに放送されていたラジオ番組。
2005年10月から2006年3月にかけて、ナイターオフシーズンに放送されていた。

## 出演者
- 丸山和也（パーソナリティ、弁護士）
- 広重玲子（アシスタント、TBSアナウンサー）

## コーナー
- ズバリ解決!丸山式人生相談
- 知って得する法律講座
- 丸山エッセイ・あの時
- オヤジの背中
- 丸山和也の美酒対談

## ネット局
- TBSラジオ（毎週火曜日 21:00～22:00、「おとなの時間割」枠）
- 北海道放送（毎週火曜日 21:00～22:00）
- IBC岩手放送（毎週火曜日 21:00～22:00）
- 北日本放送（毎週日曜日 22:00～23:00）
- 北陸放送（毎週火曜日 21:00～22:00）
- 静岡放送（毎週火曜日 21:00～22:00）
- 四国放送（毎週火曜日 21:00～22:00）
- 西日本放送（毎週日曜日 21:00～22:00）
- 南海放送（毎週火曜日 21:00～22:00）
- 琉球放送（毎週火曜日 24:00～25:00）